# I fetentoni
I fetentoni è un film italiano del 1999, diretto da Alessandro Di Robilant.

## Trama
Il film è ambientato a Reggio Calabria alla fine degli anni ottanta, quando le tangenti sono ovunque e il potere della città è nelle mani di due boss: Saro Lodato e Cocò Raffati.
I due sono l'uno colui che porta maggiori voti in provincia e l'altro il più influente uomo di pubbliche relazioni. La situazione cittadina diventa scottante, così Lodato e Raffati decidono di usare una faccia pulita per far calmare la situazione, puntando le loro attenzioni sul giovane Ninni Lepanto, che viene costretto a candidarsi per la poltrona di primo cittadino.
Dopo le pressioni controvoglia del padre, ex Sindaco della città, sul giovane figlio, questi accetta la candidatura e viene eletto, ma ben presto si accorge di non poter amministrare liberamente, essendo costretto ad obbedire. Ninni però ha un piano per tentare di smascherare "i fetentoni".
Avvengono numerose morti violente prima che il giovane riesca a denunciarne i responsabili, ma il medico comunale, scampato ad un attentato, racconta la vicenda e scappa via in autostrada.
Il futuro è però incerto.